# El Manantial, Álamo Temapache
El Manantial är en ort i Mexiko.   Den ligger i kommunen Álamo Temapache och delstaten Veracruz, i den sydöstra delen av landet, 210 km nordost om huvudstaden Mexico City. El Manantial ligger 91 meter över havet och antalet invånare är 498.
Terrängen runt El Manantial är platt åt nordväst, men åt sydost är den kuperad. Runt El Manantial är det ganska tätbefolkat, med 65 invånare per kvadratkilometer. Närmaste större samhälle är La Ceiba, 13,8 km söder om El Manantial. Trakten runt El Manantial består till största delen av jordbruksmark.